# Блано (Кот-д’Ор)
Блано́ (фр. Blanot) — коммуна во Франции, находится в регионе Бургундия. Департамент коммуны — Кот-д’Ор. Входит в состав кантона Льерне. Округ коммуны — Бон.
Код INSEE коммуны — 21083.

## Население
Население коммуны на 2010 год составляло 131 человек.
| 1962 | 1968 | 1975 | 1982 | 1990 | 1999 | 2010 |
| ---- | ---- | ---- | ---- | ---- | ---- | ---- |
| 218  | 184  | 158  | 154  | 155  | 148  | 131  |

## Экономика
В 2010 году среди 65 человек трудоспособного возраста (15—64 лет) 39 были экономически активными, 26 — неактивными (показатель активности — 60,0 %, в 1999 году было 61,3 %). Из 39 активных жителей работали 36 человек (17 мужчин и 19 женщин), безработных было 3 (3 мужчин и 0 женщин). Среди 26 неактивных 4 человека были учениками или студентами, 8 — пенсионерами, 14 были неактивными по другим причинам.

## Евхаристическое чудо
31 марта 1331 года в Блано произошло евхаристическое чудо: во время пасхального причастия частица гостии, упавшая на полотно, превратилась в несмываемую кровь. Эта святыня хранится в коммуне и каждый год во время празднования Corpus Domini выставляется для поклонения.